# بایرامعلی
بایرامعلی (به ترکمنی: Baýramaly، بایرامعلیٛ) یا بایرام علی (به ترکمنی: Bayram-Ali) شهری در استان ماری کشور ترکمنستان و مرکز شهرستان بایرامعلی است. این شهر در ۲۷ کیلومتری شرق شهر ماری، مرکز استان ماری، و در جوار ویرانه‌های شهر باستانی مرو قرار گرفته‌است. شهر بایرامعلی در سال ۲۰۰۹، ۸۸۴۸۶ نفر جمعیت داشته‌است. این شهر در واحه خشکی در مرغاب جای دارد. آب و هوایی همچون اسپا داشته و بسیاری از گردشگران برای درمان بیماری کلیه حاد بدین شهر سفر می‌کنند.

## نام شهر
ریشه نام این شهر برگرفته از زبان فارسی است؛ چنانچه در فرهنگ دهخدا به دیسه‌ی «بایرام‌ علی» ضبط شده‌است.

## آب و هوا
بایرامعلی دارای آب و هوایی بیابانی است که زمستان‌هایی سرد و تابستان‌های بسیار داغ دارد. بارش معمولاً اندک و ناچیز بوده و بیشتر در ماه‌های پاییزی و زمستانی رخ می‌دهد.
| داده‌های اقلیم بایرامعلی                  | داده‌های اقلیم بایرامعلی | داده‌های اقلیم بایرامعلی | داده‌های اقلیم بایرامعلی | داده‌های اقلیم بایرامعلی | داده‌های اقلیم بایرامعلی | داده‌های اقلیم بایرامعلی | داده‌های اقلیم بایرامعلی | داده‌های اقلیم بایرامعلی | داده‌های اقلیم بایرامعلی | داده‌های اقلیم بایرامعلی | داده‌های اقلیم بایرامعلی | داده‌های اقلیم بایرامعلی | داده‌های اقلیم بایرامعلی |
| ماه                                      | ژانویه                  | فوریه                   | مارس                    | آوریل                   | مه                      | ژوئن                    | ژوئیه                   | اوت                     | سپتامبر                 | اکتبر                   | نوامبر                  | دسامبر                  | سال                     |
| ---------------------------------------- | ----------------------- | ----------------------- | ----------------------- | ----------------------- | ----------------------- | ----------------------- | ----------------------- | ----------------------- | ----------------------- | ----------------------- | ----------------------- | ----------------------- | ----------------------- |
| سابقهٔ بیش‌ترین °C (°F)                    | ۲۸٫۰ (۸۲)               | ۳۱٫۸ (۸۹)               | ۳۷٫۰ (۹۹)               | ۴۰٫۵ (۱۰۵)              | ۵۰٫۰ (۱۲۲)              | ۵۰٫۰ (۱۲۲)              | ۴۷٫۵ (۱۱۸)              | ۴۵٫۷ (۱۱۴)              | ۴۴٫۰ (۱۱۱)              | ۳۹٫۶ (۱۰۳)              | ۳۵٫۲ (۹۵)               | ۲۹٫۰ (۸۴)               | ۵۰ (۱۲۲)                |
| میانگین بیش‌ترین °C (°F)                  | ۸٫۴ (۴۷)                | ۱۱٫۴ (۵۳)               | ۱۶٫۹ (۶۲)               | ۲۴٫۷ (۷۶)               | ۳۱٫۴ (۸۹)               | ۳۶٫۲ (۹۷)               | ۳۸٫۱ (۱۰۱)              | ۳۶٫۱ (۹۷)               | ۳۱٫۰ (۸۸)               | ۲۴٫۱ (۷۵)               | ۱۶٫۸ (۶۲)               | ۱۰٫۳ (۵۱)               | ۲۳٫۷۸ (۷۴٫۸)            |
| میانگین روزانه °C (°F)                   | ۱٫۹ (۳۵)                | ۴٫۶ (۴۰)                | ۹٫۹ (۵۰)                | ۱۷٫۲ (۶۳)               | ۲۳٫۶ (۷۴)               | ۲۸٫۵ (۸۳)               | ۳۰٫۵ (۸۷)               | ۲۸٫۱ (۸۳)               | ۲۲٫۱ (۷۲)               | ۱۵٫۰ (۵۹)               | ۸٫۷ (۴۸)                | ۴٫۰ (۳۹)                | ۱۶٫۱۷ (۶۱٫۱)            |
| میانگین کم‌ترین °C (°F)                   | −۲٫۷ (۲۷)               | −۰٫۵ (۳۱)               | ۴٫۱ (۳۹)                | ۱۰٫۲ (۵۰)               | ۱۵٫۳ (۶۰)               | ۱۹٫۵ (۶۷)               | ۲۱٫۷ (۷۱)               | ۱۹٫۲ (۶۷)               | ۱۲٫۹ (۵۵)               | ۷٫۰ (۴۵)                | ۲٫۱ (۳۶)                | −۱٫۰ (۳۰)               | ۸٫۹۸ (۴۸٫۲)             |
| سابقهٔ کم‌ترین °C (°F)                     | −۲۶٫۳ (−۱۵)             | −۲۴٫۸ (−۱۳)             | −۱۶٫۸ (۲)               | −۳٫۶ (۲۶)               | ۲٫۲ (۳۶)                | ۷٫۶ (۴۶)                | ۱۱٫۷ (۵۳)               | ۷٫۴ (۴۵)                | −۱٫۸ (۲۹)               | −۸٫۳ (۱۷)               | −۲۱٫۵ (−۷)              | −۲۳٫۰ (−۹)              | −۲۶٫۳ (−۱۵)             |
| بارندگی میلی‌متر (اینچ)                   | ۲۸٫۷ (۱٫۱۳)             | ۲۴٫۹ (۰٫۹۸)             | ۳۵٫۳ (۱٫۳۹)             | ۲۶٫۰ (۱٫۰۲)             | ۱۳٫۳ (۰٫۵۲)             | ۱٫۱ (۰٫۰۴)              | ۰٫۱ (۰)                 | ۰٫۱ (۰)                 | ۰٫۸ (۰٫۰۳)              | ۶٫۷ (۰٫۲۶)              | ۱۳٫۶ (۰٫۵۴)             | ۲۳٫۲ (۰٫۹۱)             | ۱۷۳٫۸ (۶٫۸۲)            |
| میانگین روزهای بارندگی (≥ ۰.۱ mm)        | ۷٫۲                     | ۶٫۲                     | ۵٫۹                     | ۳٫۸                     | ۲٫۳                     | ۰٫۵                     | ۰٫۲                     | ۰٫۳                     | ۰٫۳                     | ۲٫۲                     | ۵٫۱                     | ۶٫۱                     | ۴۰٫۱                    |
| درصد رطوبت                               | ۷۳٫۵                    | ۶۷٫۳                    | ۵۷٫۷                    | ۵۱٫۶                    | ۴۰٫۶                    | ۳۱٫۷                    | ۳۰٫۳                    | ۲۹٫۴                    | ۳۴٫۷                    | ۴۶٫۱                    | ۶۳٫۱                    | ۷۲٫۸                    | ۴۹٫۹                    |
| میانگین روزانه ساعت‌های تابش آفتاب        | ۱۲۹٫۷                   | ۱۳۷٫۴                   | ۱۶۸٫۹                   | ۲۱۷٫۲                   | ۳۰۴٫۷                   | ۳۵۶٫۲                   | ۳۷۱٫۷                   | ۳۵۵٫۰                   | ۳۰۲٫۴                   | ۲۴۹٫۰                   | ۱۸۵٫۱                   | ۱۲۸٫۷                   | ۲٬۹۰۶                   |
| منبع شماره ۱: climatebase.ru             |                         |                         |                         |                         |                         |                         |                         |                         |                         |                         |                         |                         |                         |
| منبع شماره ۲: NOAA (sun only, 1961-1990) |                         |                         |                         |                         |                         |                         |                         |                         |                         |                         |                         |                         |                         |

## اقتصاد
گاز طبیعی در این منطقه نیز استخراج می‌شود. اقتصاد برپایه خوراک و صنایع تبدیلی معدنی است.

## چشم‌اندازها
- بایرامعلی در نزدیکی ویرانه‌های مرو باستان است
- ۲۸ کیلومتر (۱۷ مایل)در شمال آرامگاه خدای‌نظر اولویه (به ترکمنی: Hudaýnazar Öwlüýä) (در آغاز سده دوازدهم) جای دارد.[۶]

## مردم سرشناس
- مهری خوجه نیازووا (به ترکمنی: Mähri Hojaniyazova)
- سلیمان نظروف بردی‌یویچ (به ترکمنی: Suleyman Nazarov Berdiyevich)
- جمال‌الدین عبدالخالدویچ خوجه نیازوف (به ترکمنی: Jamaldin Abduhalitowiç Hojanyýazow)